# Pueblo Nuevo (Ferreñafe)
Pueblo Nuevo es una localidad peruana, es capital del distrito de Pueblo Nuevo ubicado en la provincia de Ferreñafe, en el departamento de Lambayeque.

## Demografía
En el 2017 tiene una población de 14 017 habitantes.